# Статистичні показники України

## Загальні показники
| Показник                                  | Організація чи джерело     | Значення        | Зміна із попереднім періодом | Зміна у відсотках | Рік або дата | Коментар |
| ----------------------------------------- | -------------------------- | --------------- | ---------------------------- | ----------------- | ------------ | -------- |
| Населення                                 |                            |                 |                              |                   |              |          |
| Чисельність населення                     | Державна служба статистики | 42 584 500 осіб | ▼-176 000 осіб               | -0,41%            | 1 січня 2017 |          |
| Кількість народжених                      | Державна служба статистики | 397 039 осіб    | ▼-14 744 осіб                | -3,58%            | 2016         |          |
| Кількість померлих                        | Державна служба статистики | 583 631 осіб    | ▼-11 164 осіб                | -1,87%            | 2016         |          |
| Природний приріст                         | Державна служба статистики | -186 592 осіб   | ▼-3 580 осіб                 | -1,95%            | 2016         |          |
| Кількість померлих дітей у віці до 1 року | Державна служба статистики | 2955 осіб       | ▼-363 осіб                   | -10,94%           | 2016         |          |

## Соціальні показники
| Показник                                                         | Організація чи джерело                          | Значення        | Зміна із попереднім періодом     | Зміна у відсотках | Рік або дата  | Коментар |
| ---------------------------------------------------------------- | ----------------------------------------------- | --------------- | -------------------------------- | ----------------- | ------------- | -------- |
| Безробіття                                                       |                                                 |                 |                                  |                   |               |          |
| Кількість безробітних                                            | Державна служба статистики                      | 352600 осіб     | ▼-21600 осіб (від 1 травня 2017) | -5,7%             | 1 червня 2017 |          |
| Рівень безробіття                                                | Державна служба статистики                      | 1,3%            | ▼-0,1% (від 1 травня 2017)       |                   | 1 червня 2017 |          |
| Заробітна плата                                                  |                                                 |                 |                                  |                   |               |          |
| Середньомісячна заробітна плата (номінальна)                     | Державна служба статистики                      | 5070 грн        | ▲ +852 грн                       | +20,2%            | 2016          |          |
| Заборгованість із виплати заробітної плати                       | Державна служба статистики                      | 1791 млн грн    | ▼ -89 млн грн                    | -4,73%            | 1 січня 2017  |          |
| Середньомісячна заробітна плата жінок                            | Державна служба статистики                      | 4480 грн        | ▲ +849 грн                       | +23,3%            | 2016          |          |
| Середньомісячна заробітна плата чоловіків                        | Державна служба статистики                      | 6001 грн        | ▲ +1153 грн                      | +23,7%            | 2016          |          |
| Освіта та наука                                                  |                                                 |                 |                                  |                   |               |          |
| Витрати на виконання наукових досліджень і розробок              | Державна служба статистики                      | 11530 млн грн   | ▲+527 млн грн                    | +4,7%             | 2016          |          |
| Кількість працівників наукових організацій                       | Державна служба статистики                      | 97912 осіб      | ▼-24592 осіб                     | - 20,0%           | 2016          |          |
| Кількість докторів наук у наукових організаціях                  | Державна служба статистики                      | 7091 осіб       | ▼-2480 осіб                      | - 25,9%           | 2016          |          |
| Кількість кандидатів наук у наукових організаціях                | Державна служба статистики                      | 20208 осіб      | ▼-12641 осіб                     | - 38,48%          | 2016          |          |
| Охорона здоров'я                                                 |                                                 |                 |                                  |                   |               |          |
| Захворюваність населення                                         | Державна служба статистики                      | 27,36 млн осіб  | ▲ +572 тис осіб                  | +2,13%            | 2016          |          |
| Кількість онкологічних захворювань                               | Державна служба статистики                      | 369 тис осіб    | ▲ +3 тис осіб                    | +0,81%            | 2016          |          |
| Кількість нервових захворювань                                   | Державна служба статистики                      | 647 тис осіб    | ▼ -6 тис осіб                    | -0,91%            | 2016          |          |
| Кількість серцево-судинних захворювань                           | Державна служба статистики                      | 1826 тис осіб   | ▼ -18 тис осіб                   | -0,97%            | 2016          |          |
| Правопорушення                                                   |                                                 |                 |                                  |                   |               |          |
| Кількість злочинів                                               | Генеральна прокуратура України                  | 5926047         | ▲+27422                          | +4,85%            | 2016          |          |
| Кількість засуджених                                             | Державна судова адміністрація України           | 762176 осіб     | ▼-18581                          | -19,6%            | 2016          |          |
| Кількість осіб, притягнутих до адміністративної відповідальності | Державна судова адміністрація України           | 2183 тис осіб   | ▲ +199 тис осіб                  | +10%              | 2016          |          |
| Кількість цивільних справ, розглянутих судами                    | Державна судова адміністрація України           | 751,2 тис справ | ▼ -196 тис справ                 | -20,7%            | 2016          |          |
| Кількість пожеж                                                  | Державна служба України з надзвичайних ситуацій | 75323 пожеж     | ▼ -6693 пожеж                    | -8,16%            | 2016          |          |

## Економіка

### Торгівля
| Показник                                             | Організація чи джерело             | Значення        | Зміна із попереднім періодом | Зміна у відсотках           | Рік або дата | Коментар |
| ---------------------------------------------------- | ---------------------------------- | --------------- | ---------------------------- | --------------------------- | ------------ | -------- |
| Оборот роздрібної торгівлі                           | Державна служба статистики України | 1175 млрд грн   | ▲ +156,5 млрд грн            | +4,3% (враховуючи інфляцію) | 2016         |          |
| Оптовий товарооборот підприємств (юридичних осіб)    | Державна служба статистики України | 1555 млрд грн   | ▲ +377 млрд грн              | +4,7% (враховуючи інфляцію) | 2016         |          |
| Роздрібний товарооборот підприємств (юридичних осіб) | Державна служба статистики України | 555,97 млрд грн | ▲ +78 млрд грн               | +4,5% (враховуючи інфляцію) | 2016         |          |

### Сільське господарство
| Показник               | Організація чи джерело             | Значення          | Зміна із попереднім періодом         | Зміна у відсотках | Рік або дата  | Коментар |
| ---------------------- | ---------------------------------- | ----------------- | ------------------------------------ | ----------------- | ------------- | -------- |
| Тваринництво           |                                    |                   |                                      |                   |               |          |
| Виробництво молока     | Державна служба статистики України | 10381 тис т       | ▼ -234 тис т                         | -2,2%             | 2016          |          |
| Виробництво м'яса      | Державна служба статистики України | 3271 тис т        | ▲ +1,2 тис т                         | +0,03%            | 2016          |          |
| Виробництво яєць       | Державна служба статистики України | 15100 млн шт      | ▼ -1682 млн шт                       | -10%              | 2016          |          |
| Поголів'я ВРХ          | Державна служба статистики України | 4263 тис голів    | ▼ -42 тис голів (з 1 червня 2016)    | -1%               | 1 червня 2017 |          |
| у т.ч. корів           | Державна служба статистики України | 2139 тис голів    | ▼ -53 тис голів (з 1 червня 2016)    | -2,6%             | 1 червня 2017 |          |
| Поголів'я свиней       | Державна служба статистики України | 6788 тис голів    | ▼ -612 тис голів (з 1 червня 2016)   | -8,3%             | 1 червня 2017 |          |
| Поголів'я овець та кіз | Державна служба статистики України | 1725 тис голів    | ▲ +8 тис голів (з 1 червня 2016)     | +0,4%             | 1 червня 2017 |          |
| Поголів'я птиці        | Державна служба статистики України | 220,140 млн голів | ▲ +3,046 млн голів (з 1 червня 2016) | +1,4%             | 1 червня 2017 |          |

## Культура
| Показник                                  | Організація чи джерело                       | Значення            | Зміна із попереднім періодом | Зміна у відсотках | Рік або дата | Коментар |
| ----------------------------------------- | -------------------------------------------- | ------------------- | ---------------------------- | ----------------- | ------------ | -------- |
| Кількість театрів                         | Державна служба статистики України           | 112                 | ▼ -1                         | -0,88%            | 2016         |          |
| Кількість глядачів на виставах            | Державна служба статистики України           | 5,8 млн осіб        | ▲ +0,2 млн осіб              | +3,5%             | 2016         |          |
| Кількість слухачів на концертах           | Державна служба статистики України           | 2,6 млн осіб        | ▲ +0,1 млн осіб              | +4%               | 2016         |          |
| Кількість музеїв                          | Державна служба статистики України           | 576 музеїв          | ▲ +12                        | +2,1%             | 2016         |          |
| Кількість відвідувачів музеїв             | Державна служба статистики України           | 15,8 млн осіб       | ▲ +0,7 млн осіб              | +4,6%             | 2016         |          |
| Кількість бібліотек                       | Міністерство культури України                | 17 тис              | ▼ -0,3 тис                   | -1,7%             | 2016         |          |
| Бібліотечний фонд                         | Міністерство культури України                | 255 млн примірників | ▼ -11 млн прим.              | -4,1%             | 2016         |          |
| Кількість видань книг і брошур            | Книжкова палата України імені Івана Федорова | 21330 видань        | ▲ +1372 видання              | +6,87%            | 2016         |          |
| Тираж видань книг і брошур                | Книжкова палата України імені Івана Федорова | 49 млн примірників  | ▲ +13 млн примірників        | +36%              | 2016         |          |
| Кількість періодичних видань (крім газет) | Книжкова палата України імені Івана Федорова | 2617 видань         | ▼ -230 видань                | -8%               | 2016         |          |
| Тираж періодичних видань (крім газет)     | Книжкова палата України імені Івана Федорова | 165 млн примірників | ▼ -68 млн примірників        | -29,1%            | 2016         |          |
| Кількість видань газет                    | Книжкова палата України імені Івана Федорова | 1656 видань         | ▼ -190 видань                | -10,3%            | 2016         |          |

## Інше
| Показник                                                                                    | Організація чи джерело             | Значення     | Зміна із попереднім періодом | Зміна у відсотках | Рік або дата | Коментар |
| ------------------------------------------------------------------------------------------- | ---------------------------------- | ------------ | ---------------------------- | ----------------- | ------------ | -------- |
| Відходи                                                                                     |                                    |              |                              |                   |              |          |
| Зібрано відходів                                                                            | Державна служба статистики України | 295870 тис т | ▼ -16397 тис т               | -5,25%            | 2016         |          |
| Утилізовано відходів                                                                        | Державна служба статистики України | 84630 тис т  | ▼ -7833 тис т                | -8,4%             | 2016         |          |
| Спалено відходів                                                                            | Державна служба статистики України | 1106 тис т   | ▼ -28 тис т                  | -2,4%             | 2016         |          |
| Видалено відходів на місця зберігання                                                       | Державна служба статистики України | 157379 тис т | ▲ +5084 тис т                | +3,33%            | 2016         |          |
| Зібрано побутових відходів                                                                  | Державна служба статистики України | 11562 тис т  | ▲ +71 тис т                  | +0,6%             | 2016         |          |
| Видалено побутових відходів на місця зберігання                                             | Державна служба статистики України | 6089 тис т   | ▼ -144 тис т                 | -2,3%             | 2016         |          |
| Спалено ППВ з метою отримання енергії                                                       | Державна служба статистики України | 4208 тис т   | ▲ + 14 тис т                 | +0,33%            | 2016         |          |
| Загальний обсяг відходів, накопичених протягом експлуатації, у спеціально відведених місцях | Державна служба статистики України | 12393 млн т  | ▼ -111,9 млн т               | -0,9%             | 2016         |          |